# USS Laffey (DD-724)
Pour les autres navires du même nom, voir USS Laffey.
L'USS Laffey (DD-724) est un destroyer de classe Allen M. Sumner en service dans la Marine des États-Unis pendant la Seconde Guerre mondiale. Il fut le second navire nommé en l'honneur du matelot Bartlett Laffey (en), décoré de la Medal of Honor pour ses prises de position contre les forces Confédérées en 1864.
Commandé le 7 août 1942, sa quille est posée le 28 juin 1943 au chantier naval Bath Iron Works de Bath, dans le Maine. Il est lancé le 21 novembre 1943, parrainé par Mme Béatrice F. Laffey (fille du matelot Laffey), et mis en service le 8 février 1944 sous le commandement du commander Frederick Becton (en).
Ce navire a été surnommé « Le navire qui ne voulait pas mourir », à la suite de ses exploits lors du Jour J et de la bataille d'Okinawa. Il est aujourd'hui site historique national et est conservé comme navire musée à Patriot's Point à Charleston, en Caroline du Sud.

## Seconde Guerre mondiale

### Théâtre européen
Après une série d’entraînements en mer et un passage au Washington Navy Yard, il revient brièvement à la base navale de Norfolk, où il sert comme navire-école, dirigé à l'époque par la ville de New York. Il quitte ensuite les eaux territoriales américaines en rejoignant une escorte de convoi en partance pour l'Angleterre le 14 mai, arrivant au port de Plymouth le 27 mai en vue de participer à l’opération Neptune.
Intégré au sein de la force navale "U", il escorte des remorqueurs, des barges de débarquement et deux canonnières hollandaises jusqu'au large d’Utah Beach. Le 6 juin 1944, il participe au bombardement des positions allemandes et assure en même temps la sécurité des autres bâtiments de guerre dans le secteur. Dans les jours qui suivent, il renforce l’appui-feu naval au profit des forces terrestres américaines opérant dans le Cotentin, avant de partir en chasse des submersibles allemands le 12 juin. Le même jour, il traque des Schnellboote ayant torpillé le destroyer Nelson.
Après avoir été ravitaillé à Plymouth puis à Portsmouth, il participe le 25 juin à l'attaque des batteries allemandes défendant Cherbourg au sein du groupe de bombardement 2, conduit par le cuirassé Nevada. Accompagné par les destroyers Barton et O'Brien, le Laffey est atteint par un obus adverse non explosé, quittant le secteur le même jour pour rejoindre les États-Unis afin de recevoir de nouveaux équipements électroniques.
Arrivant à Boston le 9 juillet, il est révisé pendant un mois, puis effectue plusieurs essais en mer afin de tester son équipement électronique nouvellement installé. Deux semaines plus tard, le Laffey met le cap pour Norfolk qu'il atteint le 25 août.

### Théâtre du Pacifique
Le 26 août, il appareille pour Hawaï via le canal de Panama et San Diego, arrivant à Pearl Harbor en septembre. Suivant une formation jusqu'au 23 octobre, le Laffey rejoint la zone de guerre via Eniwetok, étant amarré à Ulithi le 5 novembre. Le même jour, il rejoint la Task Force 38 et est chargé de patrouiller dans les Philippines. Le 11 novembre, il sauve un pilote japonais blessé, tombé dans l’eau avec son parachute, qui sera transféré ultérieurement sur le porte-avions Enterprise. Fin novembre, le navire prend la direction du golfe de Leyte avec la 7e flotte, afin d'assurer la couverture des navires de ligne contre les sous-marins et les avions ; il couvre également le débarquement de la baie d'Ormoc et bombarde une batterie et des troupes à terre.

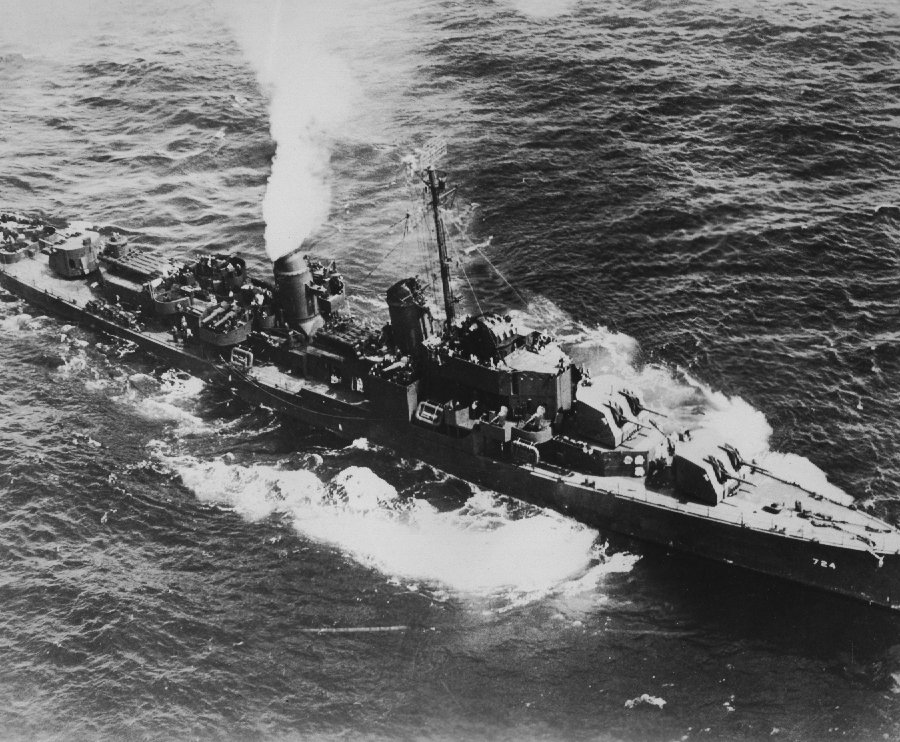
Le Laffey pendant la Seconde Guerre mondiale.

Après un court entretien à dans la baie de San Pedro le 8 décembre, le Laffey participe au débarquement de Mindoro le 12 avec le groupe d’appui 77.3. Jusqu'à la fin de l'année, il assure des patrouilles dans divers secteurs des Philippines. En février, le destroyer est intégré à la Task Force 58 qui effectue des attaques de diversion sur Tokyo et appuie les Marines qui combattent à Iwo Jima. Le Laffey rentre à Guam le 1er mars et rapporte des renseignements de première importance à l'amiral Nimitz.
À partir du lendemain, le destroyer rejoint la Task Force 54 qui prépare l'invasion d'Okinawa. Après une intense période d'entraînement, l'USS Laffey participe à la capture de Kerama Retto, bombarde les installations côtières, harcèle l'ennemi par des attaques de nuit et escorte les grosses unités.
Le navire est ensuite assigné à une station de veille radar à 50 km au nord d'Okinawa et contribue à repousser une attaque aérienne où 13 appareils ennemis sont abattus. Lors du raid mené par cinquante avions japonais le 16 avril, il est notamment pris pour cible : deux avions le touchent à 8 h 30 puis cinq autres à compter de 8 h 42. Pour le sortir de cette situation désastreuse, il est appuyé par quatre FM-2 Wildcat américains dont celui de Carl Rieman qui abat trois avions japonais en moins d’une minute, puis par douze Vought F4U Corsair. Un appareil ennemi, touché par un Corsair et les canons antiaérien du Laffey, s’écrase en mer après avoir heurté le mat du destroyer, aussitôt suivi par le même Corsair dont le pilote parvient à être sauvé. Une nouvelle bombe japonaise touche le Laffey et détruit un canon de 40 mm, tuant ses servants. Au total, six kamikazes se sont écrasés sur le destroyer et quatre bombes l’ont touché : 32 membres d’équipage sont tués et 71 autre sont blessés. Lors de la bataille, le sous-officier des communications Frank Manson demanda au capitaine Becton s'il devait abandonner le navire. Il répondit d'un ton sec : « Non, je n'abandonnerai jamais le vaisseau tant qu'un seul fusil tirera. »

## Après-guerre

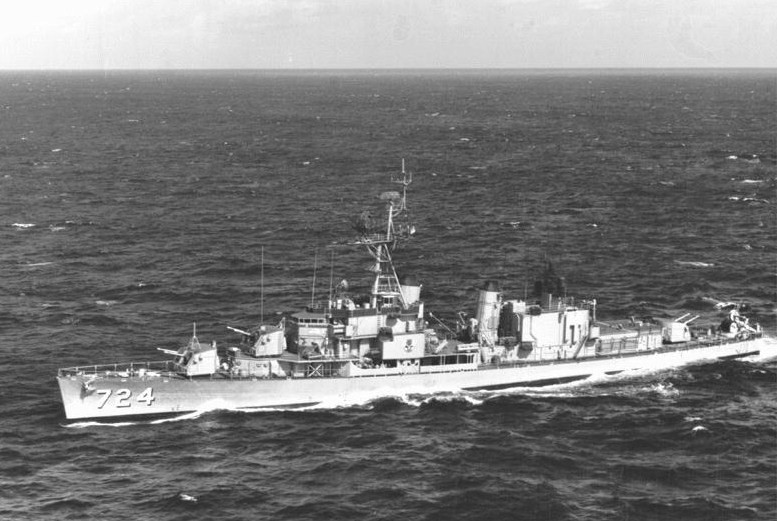
L'USS Laffey le 26 mars 1964.

Gravement endommagé, il est remorqué jusqu'à Okinawa le 17 avril 1945 pour être réparé. Le navire rejoint ensuite Saipan qu'il atteint le 27 avril, puis quatre jours plus tard, part pour Tacoma en vue de réparations plus approfondis. En mai, il entre en cale sèche au chantier Vigor Shipyards. À nouveau opérationnel en septembre, il suit une période d'entrainement au cours duquel il entre en collision dans un épais brouillard avec le chasseur de sous-marin PC-815 le 11 septembre, qui perd l'un de ses membres d’équipage.
Le 5 octobre, il fait route vers Pearl Harbor qu'il atteint 11 octobre. Il opère dans les eaux Hawaïennes, jusqu'au 21 mai 1946, date à laquelle il participe aux tests scientifiques de la bombe atomique dans le cadre de l’opération Crossroads à Bikini, avant de subir des réparations de décontamination en vue de prochaines opérations. Le Laffey prend le chemin de la côte ouest via Pearl Harbor, arrivant à San Diego le 22 août pour des opérations le long de la côte ouest.
En février 1947, le Laffey effectue une croisière à Guam et Kwajalein avant de revenir à Pearl Harbor le 11 mars. Il opère ensuite dans les eaux hawaïennes jusqu'à son départ pour l'Australie le 1er mai. Le Laffey retourne à San Diego le 17 juin, est désarmé le 30 juin 1947, puis entre dans l'United States Navy reserve fleets.

### Guerre de Corée
Le Laffey est réarmé le 26 janvier 1951 sous le commandement du commander Charles Holovak. Après une période de remise en condition, il rejoint la Corée avec la Task Force 77 pour escorter les porte-avions Antietam et Valley Forge avant de participer en mai au blocus de Wonsan (en).
Après un bref radoub à Yokosuka le 30 mai, le Laffey retourna en Corée où il opère de nouveau avec la TF 77. Le 22 juin, il s'embarque pour la côte est, transitant par le canal de Suez et arrivant à Norfolk le 19 août. Le destroyer opère dans les Caraïbes jusqu'en février 1954, où il entreprend une croisière autour du monde, y compris un passage par la Corée. Le 7 octobre, le navire secourt quatre passagers du Able, qui a coulé dans une tempête au large du caps de Virginie.
S'ensuit une période d'exercices anti-sous-marins (Halifax, Nova Scotia, New York City, Miami, ports des Caraïbes). En 1958, le navire opère avec des porte-avions affectés à la lutte anti-sous-marine dans les eaux de Floride et des Caraïbes.

### Guerre Froide

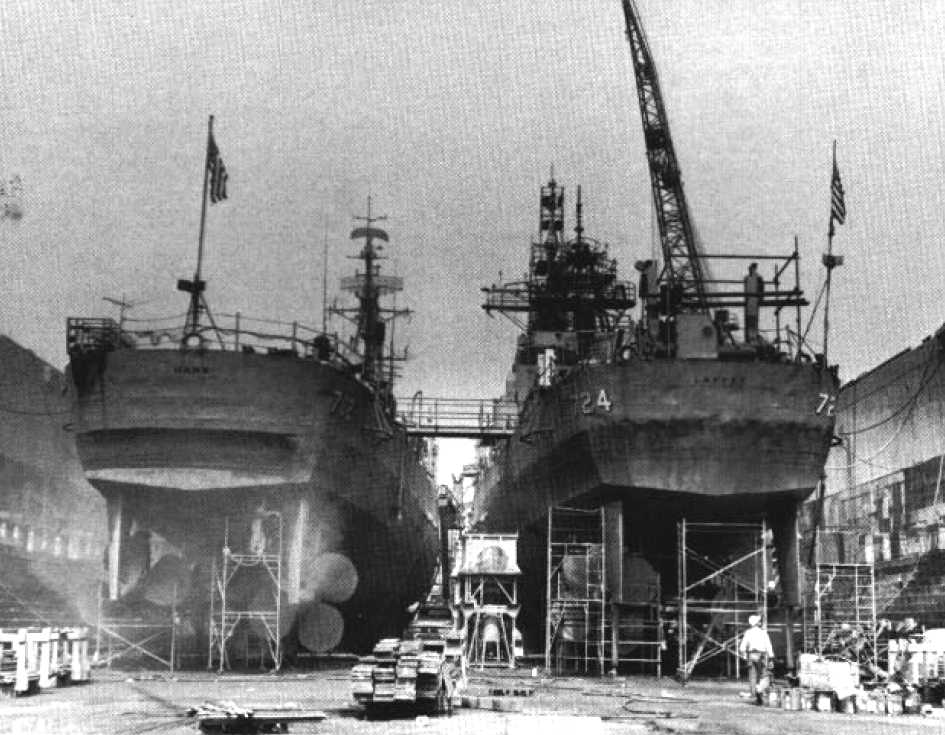
L' et l'USS Laffey en cale sèche en 1968.

Le Laffey est engagé dans la Méditerranée à compter du 7 novembre 1956 au sein de la 6e flotte pour patrouiller la frontière israélo-égyptienne au plus fort de la crise de Suez. Une fois la période de tension passée, le navire opère alternativement dans l'Atlantique, en Méditerranée, dans les Caraïbes ou le golfe Persique, que ce soit au sein de la 6e flotte ou de flottes de l'OTAN.
Le Laffey est définitivement désarmé et rayé du Naval Vessel Register le 9 mars 1975. Il fut le dernier destroyer de la classe Allen M. Sumner à être retiré du service.

## Aujourd'hui

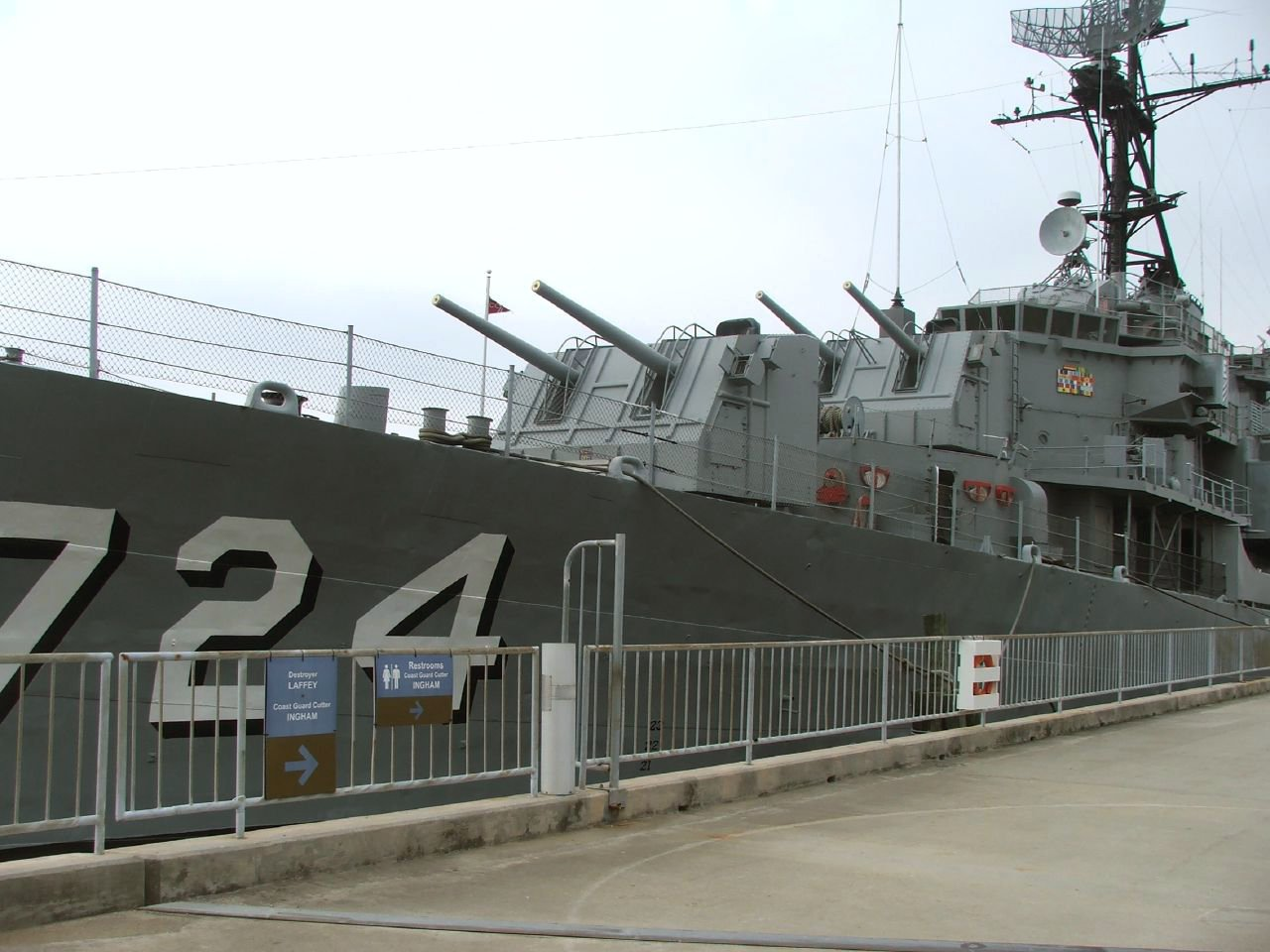
Le Laffey le 14 juillet 2007.

Le Laffey est actuellement un navire-musée au lieu d'ancrage Patriot's Point à Mount Pleasant, en Caroline du Sud, aux côtés de deux autres monuments historiques nationaux des États-Unis : le porte-avions Yorktown et le sous-marin Clamagore. En octobre 2008, on a découvert que plus de 100 fuites avaient été localisés dans la coque du Laffey, et les responsables du musée craignaient que le navire ne coule à son mouillage. Environ 9 millions de dollars étaient nécessaires pour remorquer le navire jusqu'en cale sèche afin d'y être réparé, incitant les responsables de Patriot's Point à obtenir un prêt de 9,2 millions de dollars de l'État de Caroline du Sud pour couvrir les coûts. Le 19 août 2009, le navire est remorqué au chantier naval de Detyens à North Charleston sur la Cooper River. La coque rouillée et rongée a été réparée avec un placage plus épais, des kilomètres de soudure et de la peinture neuve. Le 16 avril 2010, le conseil d'administration de l'Université de Clemson a conclu un bail avec l'organisation Patriot's Point pour amarrer le Laffey à proximité de Clemson, dans l'ancienne base navale de Charleston à North Charleston. Le destroyer retourne à Patriot's Point le 25 janvier 2012 avec plus d'une douzaine d'anciens membres d'équipage parmi la foule pour l'accueillir. Le remorquage du navire et les réparations du nouveau poste à quai à l'avant du musée afin de l'accueillir ont coûté 1,1 million de dollars.

## Commandement

### 1944-1945
- Commander Frederick Julian Becton (en) du 8 février 1944 au 26 juin 1945.
- Commander Odale Dabney Waters, Jr. du 26 juin 1945 à une date inconnue.

### 1951
- Commander Charles Holovak du 26 janvier 1951 à une date inconnue.

## Honneurs et décorations
Le Laffey a reçu la Presidential Unit Citation, cinq Battles star pour son service pendant la Seconde Guerre mondiale, ainsi que la Republic of Korea Presidential Unit Citation et deux autres Battles star pour son service dans la guerre de Corée. Durant la guerre froide, il a reçu la Meritorious Unit Commendation et la Navy E Ribbon au cours de trois conflits.
Le Laffey fut déclaré monument historique national en 1986, date à laquelle il fut reconnu comme le seul destroyer de la classe Allen M. Sumner encore restant, et pour sa survie pleine d'entrain lors des attaques kamikazes japonaises.

## Dans la culture populaire
En mai 2018, il a été annoncé que Mel Gibson dirigerait un long métrage sur l'attaque du Laffey intitulée Destroyer.